# Ducka, skitstövel!
Ducka, skitstövel! (originaltitel: Giù la testa) är en italiensk spaghettivästern-film från 1971 av Sergio Leone.
Nypremiärtitel, 1974: För några nävar dynamit (A Fistful of Dynamite).

## Handling
En irländsk republikan arbetar i Mexiko som gruvsprängare och hamnar mitt i mexikanska revolutionen under 1900-talets början.

## Rollista
| Rod Steiger  | – Juan Miranda           |
| James Coburn | – John (Seán) H. Mallory |
| Romolo Valli | – doktor Villega         |
| Maria Monti  | – Adelita                |